# 미국 식품 안전 및 검사 서비스
미국 농무부(USDA) 산하 기관인 식품 안전 및 검사 서비스(FSIS; Food Safety and Inspection Service)는 미국의 상업적 육류, 가금류, 계란 제품 공급이 안전하고, 건전하며, 올바르게 표시되고 포장되었는지 확인하는 책임을 맡는 공중 보건 규제 기관이다. FSIS는 1906년 연방육류검사법, 1957년 가금류제품검사법, 1970년 계란 제품 검사법(Egg safety rule)에 따라 권한을 부여받았다.
FSIS의 관할 대상이 되는 식품은 3% 이상의 육류 또는 2% 이상의 가금류 제품을 포함하는 경우가 해당된다. 이외에도 일부 예외 사항이 있으며, 액체, 냉동 또는 건조된 형태의 계란 제품도 FSIS의 관할에 포함된다. FSIS의 관할에 속하지 않는 달걀, 육류 및 가금류 제품은 미국 식품의약국(FDA)의 관할 아래 있다. FSIS는 농무부의 식품안전 담당 차관이 이끌고 있다.

## 개요
미국 내 약 6,200개의 연방 도축, 식품 가공 및 수입 시설에 7,800명 이상의 FSIS 검사 프로그램 인력이 배정되어 있다. 그들은 수천억 파운드의 육류와 가금류, 수십억 파운드의 계란 제품의 가공을 검사하고 검증한다. 도축장에서는 검사관이 질병에 걸린 동물의 도축을 방지하기 위해 사망 전 검사를 실시한다. 그런 다음 사후(postmortem) 검사를 실시하여 사망 전 뚜렷하게 나타나지 않았던 질병에 걸린 사체를 식별한다. 미생물 오염을 줄이기 위해 급속 냉각, 적절한 다듬기, 위생적인 세척에 대한 규정이 시행된다. 항생제, 살충제 및 기타 잔류물이 규정 한도 이하인지 확인하기 위해 잔류물 검사를 위해 샘플을 수집한다. 소의 경우, 조직 샘플을 검사하여 소해면상뇌증(BSE)의 존재 여부를 확인한다. 가공 공장에서는 FSIS 요구 사항과 동일성 표준이 충족되는지 확인하기 위해 절차와 제형을 모니터링한다. 계란 공장 검사관은 주로 저온 살균을 모니터링한다. 모든 공장에서는 위생, 순중량, 정확한 라벨링(영양정보 포함) 규정이 시행된다. FSIS는 또한 FSIS가 연방 검사 시스템과 동등한 검사 시스템을 갖추고 있다고 판단한 국가에서 온, 항구와 국경에서 수입 검사를 위해 제출된 제품에 대한 책임을 진다.
농장주부터 소비자까지 식품 사슬에 참여하는 모든 사람은 식품 공급의 안전을 유지할 책임이 있다. 육류, 가금류, 가공 계란 제품은 생산, 유통, 소비 중 어느 시점에서나 박테리아에 오염될 수 있다. FDA는 농장에서 식탁까지의 육류, 가금류, 가공 계란 제품을 규제하는 데 역할을 하는 다른 연방 기관과 긴밀히 협력한다.
FSIS는 FDA와 별도로 기능하고 사업 감독에 참여하는 대규모 독립 기관이다. FSIS는 농무부(USDA)의 지휘를 받고 있으며 FDA는 보건복지부(HHS)의 지휘를 받고 있다. 두 기관은 식품 안전과 관련된 다양한 주제에 대해 책임을 공유하지만, 식품 생산자에 대한 시행 및 감독 방법은 서로 다르다. 예를 들어, FSIS와 FDA는 모두 식품 라벨을 규제할 권한을 가지고 있다. 2014년 3월, FSIS는 라벨링에 대한 새로운 규제 요건인 9 CFR Part 412를 시행했다. FSIS는 때때로 제품이 상거래에 들어가기 전에 식품 생산자가 의도한 라벨에 대한 시판 전 승인을 받도록 요구한다 (해당 관할권에 속하는 제품의 경우). 제품이 특정 기준에 따라 식별되고 확립된 기준을 충족하는 경우, 시판 전 승인은 필요하지 않다. FDA는 관할권 내의 식품 생산자가 자사 라벨에 대한 시판 전 승인을 받을 것을 요구하지 않는다. FSIS는 식품 라벨링에 있어 선제적 역할을 하는 반면, FDA는 식품 라벨링에 있어 반응적 역할을 한다. FSIS는 식품 관련 시설에 대한 검사 및 모니터링 권한을 가지고 있는 반면, FDA는 레스토랑과 식품 사업체에 대한 관할권이 없다.
FSIS는 표시 잘못 또는 품질이 떨어진 제품이 유통되지 않는지 확인하기 위해 육류 및 가금류 제품을 검사한다. FSIS는 연방 육류 검사법, 가금류 제품 검사법 및 1970년 계란 제품 검사법 등을 통해 각종 검사에 대한 권한을 얻었다. 또한 FSIS는 규정에 대한 수정, 문제제기 등을 서면으로 받아들인다.